# Trần Hồng Quảng
Trần Hồng Quảng (sinh ngày 14 tháng 12 năm 1963) là một chính trị gia người Việt Nam. Ông từng là Phó Bí thư Thường trực Tỉnh ủy, Chủ tịch Hội đồng nhân dân tỉnh Ninh Bình.

## Xuất thân và giáo dục
Trần Hồng Quảng sinh ngày 14 tháng 12 năm 1963, người dân tộc Kinh, không theo tôn giáo nào, quê quán tại xã Quang Thiện, huyện Kim Sơn, tỉnh Ninh Bình.
Ông tốt nghiệp trung học phổ thông hệ 10/10, có chuyên môn Đại học ngành kinh tế nông nghiệp và phát triển nông thôn, có bằng Tiến sĩ, tiếng Anh trình độ B2.

## Sự nghiệp
Ông gia nhập Đảng Cộng sản Việt Nam vào ngày 27 tháng 1 năm 1983.
Năm 2016, ông có bằng cử nhân lí luận chính trị.
Ngày 25/6/2014, Đại hội đại biểu MTTQ Việt Nam tỉnh Ninh Bình lần thứ 10, nhiệm kỳ 2014-2019, tại Nhà văn hóa Trung tâm tỉnh Ninh Bình, ông Trần Hồng Quảng, tỉnh ủy viên, Bí thư Huyện ủy Kim Sơn được tín nhiệm cử giữ chức Chủ tịch Ủy ban MTTQVN tỉnh Ninh Bình khóa 10.
Ngày 16/6/2016, tại kỳ họp thứ nhất, HĐND tỉnh Ninh Bình khóa 14, nhiệm kỳ 2016 – 2021, Trần Hồng Quảng được bầu giữ chức vụ Chủ tịch Hội đồng nhân dân tỉnh Ninh Bình khóa 14 nhiệm kì 2016-2021.
Ngày 1/8/2016, ông thôi chức Chủ tịch Ủy ban MTTQ Việt Nam tỉnh Ninh Bình, thay thế ông là ông Đỗ Việt Anh (Tỉnh ủy viên - Chủ tịch Liên đoàn Lao động tỉnh Ninh Bình, sinh ngày 6/4/1964, trình độ chuyên môn tốt nghiệp Đại học Công đoàn; trình độ chính trị: Cao cấp).
Ngày 10/10/2022, Ban Tổ chức Tỉnh ủy Ninh Bình đã công bố các Quyết định của Ban Bí thư về việc ông được nghỉ hưu trước tuổi từ ngày 01/10/2022.

## Kỷ luật
Trong cuộc họp Kỳ thứ 13 từ ngày 28 đến ngày 31.3.2022, tại Hà Nội, Ủy ban Kiểm tra Trung ương quyết định thi hành kỷ luật cảnh cáo ông Trần Hồng Quảng. 